# Ahmet Görkem Görk
Ahmet Görkem Görk (* 30. Juni 1983 in Istanbul) ist ein türkischer Fußballspieler.

## Karriere

### Vereinskarriere
Görk begann mit dem Vereinsfußball in der Jugend von Galatasaray Istanbul. 2002 unterschrieb er mit diesem Verein seinen ersten Profivertrag, spielte er weiterhin für die Reservemannschaft. Lediglich einmal kam er in einem Süper-Lig-Spiel für das Profiteam zum Einsatz. Die Rückrunde der Saison 2003/04 verbrachte er als Leihgabe beim Drittligisten Beylerbeyi SK.
Zur Saison 2005/06 wechselte er dann zum Aufsteiger Sivasspor. Hier saß er nahezu immer auf der Ersatzbank und kam nur in einem Pokalspiel zum Einsatz. So verließ er zum Saisonende den Verein und wechselte innerhalb der Liga zu Çaykur Rizespor. Hier blieb er eineinhalb Jahre und kam sporadisch zu Einsätzen. Die Rückrunde der Saison 2007/08 verbrachte er als Leihgabe beim Zweitligisten Boluspor. Zur nächsten Saison kehrte er zum mittlerweile in der TFF 1. Lig zurück und kam regelmäßig zu Einsätzen.
Zur Saison 2009/10 wechselte er dann innerhalb der Liga zu Konyaspor. Hier spielte er überwiegend in der Startformation und schaffte mit seinem Team über die Play-offs der TFF 1. Lig den Aufstieg in die Süper Lig.
Für die neue Saison wurde er vom Trainerstab aussortiert und ihm ein Wechsel näher gelegt. So wechselte er zum Zweitligisten Adanaspor. Hier tat er sich schwer sich einen Stammplatz zu erkämpfen und kam so nur sporadisch zu Einsätzen.
Im Sommer 2011 wechselte er zum dann zum neuen Zweitligisten Elazığspor. Hier etablierte er sich sofort als Leistungsträger seines Teams. Am vorletzten Spieltag schaffte man den sicheren Aufstieg in die Süper Lig.
In der Rückrunde der Saison 2013/14 wechselte Görk innerhalb der Süper Lig zu Çaykur Rizespor. Diesen Verein verließ er zum Saisonende Richtung Zweitligist Ankaraspor.
Zur Saison 2016/17 verließ er nach zwei Jahren die Hauptstädter, die sich im Sommer 2014 in Osmanlıspor FK umbenannt hatten, und heuerte beim Istanbuler Drittligisten Eyüpspor an.

### Nationalmannschaftskarriere
Görk spielte 2002 einmal für die türkische U-20 Jugendnationalmannschaft.

## Erfolge
Konyaspor
- Play-off-Sieger der TFF 1. Lig und Aufstieg in die Süper Lig: 2009/10

Elazığspor
- Vizemeister der TFF 1. Lig und Aufstieg in die Süper Lig: 2011/12

Osmanlıspor FK
- Vizemeister der TFF 1. Lig und Aufstieg in die Süper Lig: 2014/15